# Nancy Juvonen
Nancy Juvonen (* 18. Mai 1967 in Marin County, Kalifornien) ist eine US-amerikanische Film- und Fernsehproduzentin.

## Leben
Juvonen studierte an der University of Southern California.
Gemeinsam mit Drew Barrymore führt sie die Produktionsfirma Flower Films, welche die beiden 1995 gegründet haben. Juvonen selbst tritt seit Ende 1990er Jahre als Produzentin für Film und Fernsehen in Erscheinung. Sie und Barrymore waren u. a. federführend an dem Film 3 Engel für Charlie (2000) beteiligt, ebenso an der zwei Jahre später folgenden Fortsetzung. Sie waren auch als Ausführende Produzenten an der kurzlebigen Serie Charlie’s Angels (2011) beteiligt.
Juvonen war an der Entwicklung der Realityserien Tough Love (2009–2013) und Tough Love: Couples (2010) beteiligt, die sie auch als Ausführende Produzentin begleitete.
Juvonen ist seit 2007 mit Jimmy Fallon verheiratet, gemeinsam haben sie zwei Kinder.

## Filmografie (Auswahl)
- 1999: Ungeküsst (Never been kissed)
- 2000: 3 Engel für Charlie (Charlie’s Angels)
- 2001: Donnie Darko
- 2003: 3 Engel für Charlie – Volle Power (Charlie’s Angels: Full Throttle)
- 2003: Der Appartement Schreck (Duplex)
- 2004: 50 erste Dates (50 First Dates)
- 2005: Ein Mann für eine Saison (Fever Pitch)
- 2007: Mitten ins Herz – Ein Song für dich (Music and Lyrics)
- 2009: Er steht einfach nicht auf Dich (He’s Just Not That Into You)
- 2017–2019: Santa Clarita Diet (Fernsehserie)